# Memoriał Edwarda Jancarza 2019
Memoriał Edwarda Jancarza 2019 – 16. edycja turnieju żużlowego, który miał na celu uczczenie pamięci Edwarda Jancarza, który zginął tragicznie w 1992 roku, odbyła się 31 marca 2019 roku w Gorzowie Wielkopolskim. Turniej wygrał Przemysław Pawlicki.

## Wyniki
- Gorzów Wielkopolski, 31 marca 2019[9]
- Frekwencja: ok. 10000 widzów[1]
- NCD: Kacper Woryna w wyścigu 5, Patryk Dudek w wyścigu 6 – po 61,22
- Sędzia: Paweł Słupski

| Msc. | Zawodnik               | Klub         | Pkt    |             |  |
| ---- | ---------------------- | ------------ | ------ | ----------- |  |
| 1    | Przemysław Pawlicki    | Grudziądz    | 11+2+3 | (3,2,3,1,2) |  |
| 2    | Bartosz Zmarzlik       | Gorzów Wlkp. | 14+3+2 | (3,2,3,3,3) |  |
| 3    | Kacper Woryna          | Rybnik       | 10+2+1 | (1,3,2,1,3) |  |
| 4    | Antonio Lindbäck       | Grudziądz    | 11+3+0 | (1,3,1,3,3) |  |
| 5    | Emil Sajfutdinow       | Leszno       | 10+1   | (0,2,2,3,2) |  |
| 6    | Krzysztof Kasprzak     | Gorzów Wlkp. | 10+d4  | (1,1,3,2,3) |  |
| 7    | Niels Kristian Iversen | Toruń        | 8+1    | (2,1,2,3,0) |  |
| 8    | Peter Kildemand        | Gorzów Wlkp. | 7+0    | (0,3,2,2,0) |  |
| 9    | Grigorij Łaguta        | Lublin       | 7      | (0,2,3,2,w) |  |
| 10   | Szymon Woźniak         | Gorzów Wlkp. | 7      | (3,0,1,2,1) |  |
| 11   | Jason Doyle            | Toruń        | 7      | (3,0,1,1,2) |  |
| 12   | Patryk Dudek           | Zielona Góra | 6      | (2,3,0,0,1) |  |
| 13   | Dominik Kubera         | Leszno       | 5      | (2,1,0,1,1) |  |
| 14   | Anders Thomsen         | Gorzów Wlkp. | 5      | (1,1,1,0,2) |  |
| 15   | Mateusz Bartkowiak     | Gorzów Wlkp. | 2      | (2,0,0,0,0) |  |
| 16   | Rafał Karczmarz        | Gorzów Wlkp. | 1      | (w,0,0,0,1) |  |
| 17   | Artiom Łaguta          | Grudziądz    | 0      | (ns)        |  |
| 18   | Kamil Brzozowski       | Bydgoszcz    | 0      | (ns)        |  |

Bieg po biegu
1. [61,46] Doyle, Kubera, Thomsen, Łaguta
2. [61,27] Zmarzlik, Iversen, Lindbäck, Sajfutdinow
3. [61,78] Woźniak, Bartkowiak, Woryna, Karczmarz (w/u)
4. [62,04] Pawlicki, Dudek, Kasprzak, Kildemand
5. [61,22] Woryna, Zmarzlik, Kasprzak, Doyle
6. [61,22] Dudek, Sajfutdinow, Kubera, Karczmarz
7. [62,04] Kildemand, Łaguta, Iversen, Bartkowiak
8. [62,48] Lindbäck, Pawlicki, Thomsen, Woźniak
9. [61,71] Pawlicki, Sajfutdinow, Doyle, Bartkowiak
10. [62,11] Zmarzlik, Kildemand, Woźniak, Kubera
11. [62,12] Łaguta, Woryna, Lindbäck, Dudek
12. [62,62] Kasprzak, Iversen, Thomsen, Karczmarz
13. [62,29] Iversen, Woźniak, Doyle, Dudek
14. [62,44] Lindbäck, Kasprzak, Kubera, Bartkowiak
15. [62,40] Zmarzlik, Łaguta, Pawlicki, Karczmarz
16. [62,73] Sajfutdinow, Kildemand, Woryna, Thomsen
17. [62,26] Lindbäck, Doyle, Karczmarz, Kildemand
18. [61,83] Woryna, Pawlicki, Kubera, Iversen
19. [62,48] Kasprzak, Sajfutdinow, Woźniak, Łaguta (w/u)
20. [62,16] Zmarzlik, Thomsen, Dudek, Bartkowiak

### Półfinały
1. [62,04] Zmarzlik, Woryna, Sajfutdinow, Kildemand
2. [62,47] Lindbaeck, Pawlicki, Iversen, Kasprzak (d4)

### Finał
1. [62,35] Pawlicki, Zmarzlik, Woryna, Lindbaeck